# シッサ・トレカザーリ
シッサ・トレカザーリ（伊: Sissa Trecasali）は、イタリア共和国エミリア＝ロマーニャ州パルマ県にある、人口約7,900人の基礎自治体（コムーネ）。
コムーネ統廃合 (it:Fusione di comuni italiani) により、2014年1月1日にシッサ, トレカザーリが合併して新自治体が発足した。

## 地理

### 位置・広がり

#### 隣接コムーネ
隣接するコムーネは以下の通り。括弧内のCRはクレモナ県、PCはピアチェンツァ県所属を示す。
- コロルノ
- フォンタネッラート
- グッソーラ (CR)
- マルティニャーナ・ディ・ポー (CR)
- パルマ
- ロッカビアンカ
- サン・セコンド・パルメンセ
- トッリチェッラ・デル・ピッツォ (PC)
- トッリーレ

### 気候分類・地震分類
シッサ・トレカザーリにおけるイタリアの気候分類 (it) および度日は、zona E, 2499 GGである。
また、イタリアの地震リスク階級 (it) では、zona 3 (sismicità bassa) に分類される。

## 行政

### 分離集落
シッサ・トレカザーリには、以下の分離集落（フラツィオーネ）がある。
- Borgonovo, Casalfoschino, Coltaro, Gramignazzo, Isola Jesus, Palasone, Ronco Campo Canneto, San Nazzaro, San Quirico, Sissa (sede comunale), Sottargine, Torricella, Trecasali, Viarolo